# Rue du Montparnasse
Pour les articles homonymes, voir Montparnasse.
La rue du Montparnasse est une voie des 6e et 14e arrondissements de Paris.

## Situation et accès

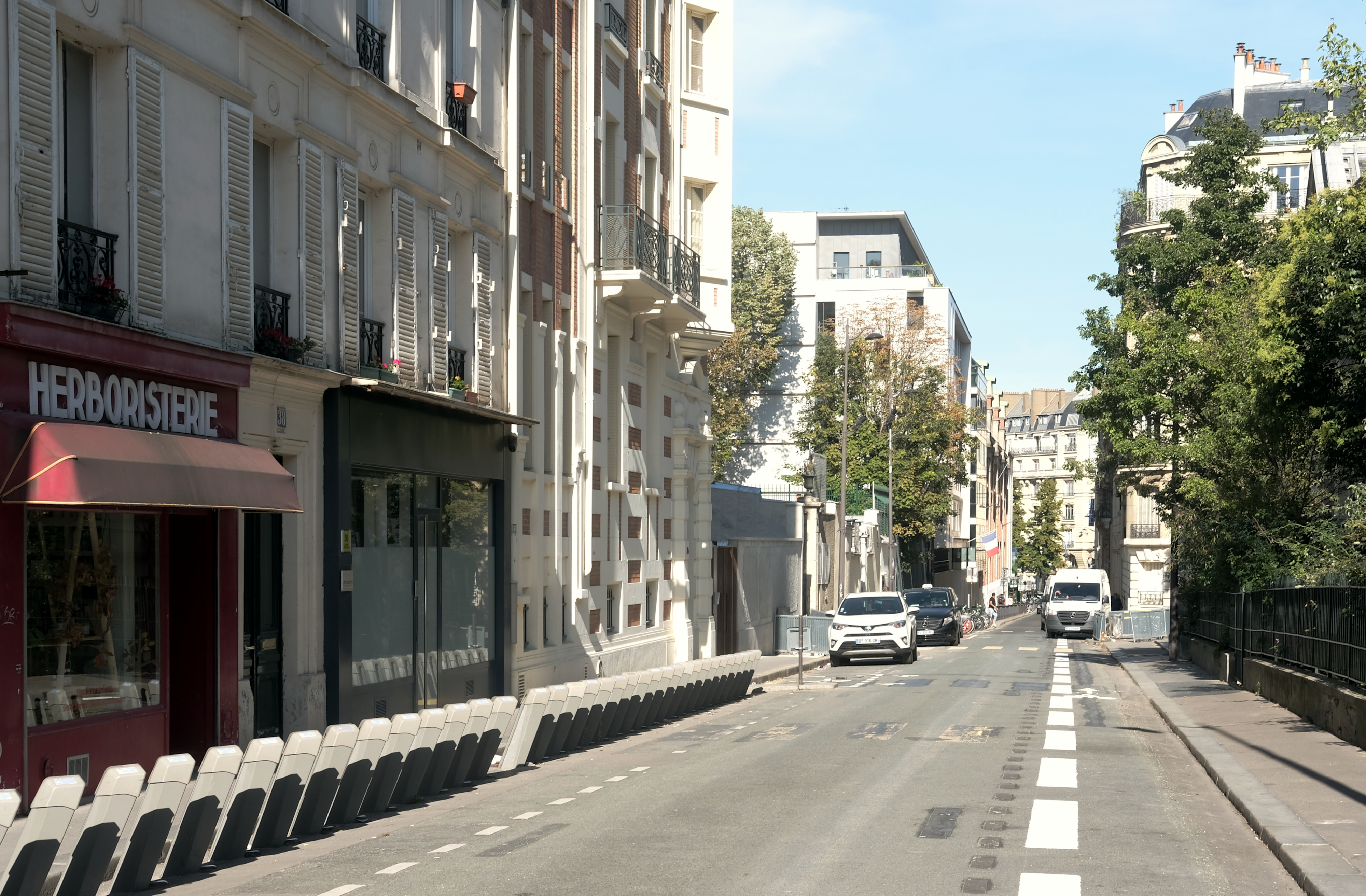
Partie nord de la rue du Montparnasse.

Située dans les quartiers Notre-Dame-des-Champs et Montparnasse, la rue commence 28 rue Notre-Dame-des-Champs et se termine boulevard Edgar-Quinet, au croisement avec le 38 rue Delambre et le 23 rue d'Odessa. Elle longe, dans sa partie nord, l'église Notre-Dame-des-Champs. Elle est prolongée au sud par la rue de la Gaieté.
Elle est desservie par les stations de métro Edgar Quinet (ligne 6), Notre-Dame-des-Champs (ligne 12), Vavin (ligne 4) et Montparnasse - Bienvenüe (lignes 4, 6, 12 et 13).

## Origine du nom
Sur le plan de Boisseau de 1654 apparaît un petit mont appelé le « mont Parnasse » par les étudiants, en référence à la résidence des Muses de la mythologie grecque. Le plan d'Albert Jouvin de Rochefort de 1672 montre la butte où se rencontraient des duellistes, où travaillaient des carriers et où paissaient des moutons.
Le roi Louis XIV, ayant voulu agrandir Paris au-delà de l'enceinte de Charles V, fit percer en 1700 le cours du Midy dont le tracé passe exactement à l'endroit de l'ancienne butte, arasée depuis. En 1769, le projet de voie nouvelle fit donner ce nom de « Montparnasse » à l'actuelle rue du Montparnasse.
Louis XVI fit élever le mur des Fermiers généraux (1785-1788. L'une des barrières fut placée à l'extrémité sud de la rue du Montparnasse en 1786, à l’emplacement actuel de la station de métro Edgar-Quinet et du début de place Ferdinand-Brunot.
La rue du Montparnasse a donné sa dénomination à l'ancienne barrière du Montparnasse et à l’ancien cours du Midy, l’actuel boulevard du Montparnasse.<--REQUIERT UNE REFERENCE PLUS SERIEUSE|Elle constitue l'une des délimitations, avec la rue Delambre et le boulevard du Montparnasse, d'un périmètre de fête dénommé le « triangle des saltimbanques ».

## Historique

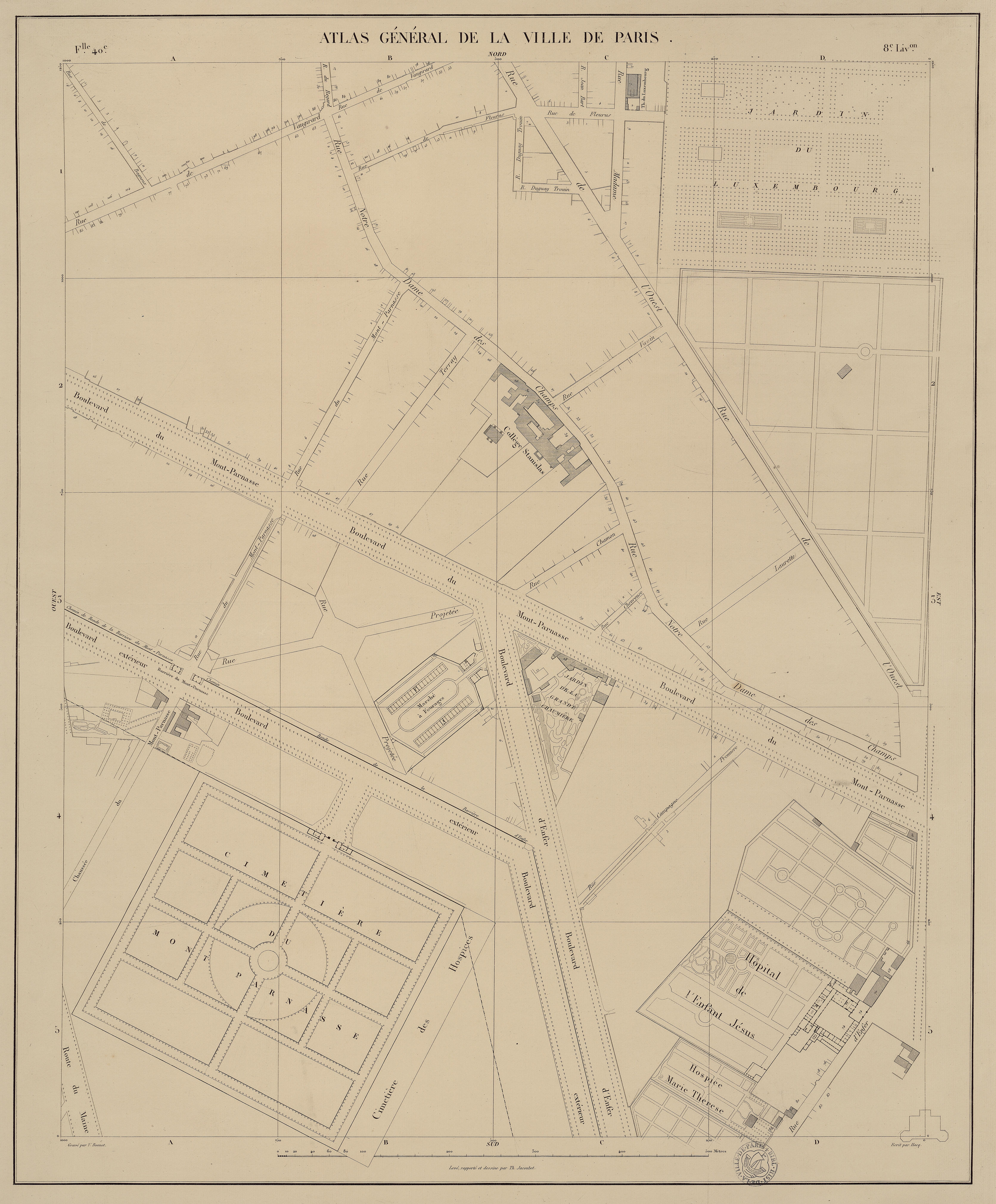
Plan de la barrière du Montparnasse et de ses environs, Atlas de Jacoubet, 1836.

La rue du Montparnasse est une réalisation du règne de Louis XVI. C'était à l'origine un chemin rural desservant des parcelles situées au sud de la rue Notre-Dame-des-Champs (voir le plan de Turgot de 1739), nommées le « marais de la Cure », et où se situait la ferme du Grand-Pressoir.
Sa création s’est faite à la suite de l'ordonnance royale de Fontainebleau du mois d'octobre 1773, mais celle-ci ne fut enregistrée par le Parlement de Paris que le 5 septembre 1775. Sa dénomination faisait suite à une déclaration du 16 mai 1769 sur la nécessité d'ouvrir une voie entre la rue Notre-Dame-des-Champs et les boulevards parisiens, en l'occurrence le cours du Midy, percé en 1700.

### Numéros 1 à 35: partie ouverte en 1775
Le terrain du premier tronçon (nos 1 à 35 et 2 à 40) appartenant à l'Hôtel-Dieu de Paris, alors alloué à un certain Morel, et sur les marais appartenant à la cure de Vaugirard. Ces terrains étaient alors situés sur cette paroisse anciennement très étendue. Dans l'ordonnance de Louis XVI de 1773, la rue est à ouvrir sur une largeur de 30 pieds aux frais de Morel à partir de 1775. Ce dernier fit tracer une voie de 9,58 m de largeur jusqu'au cours du Midy, et lotir les parcelles attenantes. Cette largeur initiale a été maintenue par les décisions ministérielles du 2 thermidor an X et 28 octobre 1817, puis par une nouvelle ordonnance du 14 février 1847.

### Numéros 37 à 69: partie ouverte en 1786
Le terrain du second tronçon (nos 42 à 64 et 41 à 69) a été ouvert entre le boulevard du Midy et le chemin de ronde du mur des Fermiers généraux (devenu boulevard Edgar-Quinet), dans le prolongement de la précédente voie. Ces terrains appartenaient alors aux hospices civils de la ville de Paris, où se trouvait la ferme du Grand-Pressoir.
Cependant, sa largeur actuelle de 12 m ne fut définitivement fixée qu'une trentaine d'années plus tard, par une décision du 28 octobre 1817. Les premières constructions ne furent entreprises qu'à partir de 1822. Sa largeur a été maintenue dans l'ordonnance précitée de 1847.

## Bâtiments remarquables et lieux de mémoire
- No 6, 18, 20 et 28 : entrées du collège Stanislas (nos 6 à 30).
- No 9 : ici vécut Constantin Brancusi.
- No 11 : maison de Sainte-Beuve.
- No 13 : siège des Éditions Fayard.
- Nos 15-17-19-21 : siège historique des Éditions Larousse.
- Nos 20 et 23 : ancien institut Notre-Dame-des-Champs.
- No 21 : siège des Éditions Armand Colin et des éditions Calmann-Lévy.
- No 22 : hôtel du Silène, ancienne folie construite en 1776-1777 presque en face de l'hôtel, aujourd'hui disparu, des Cariatides ou de Laval (nos 21-23). Il fut habité par le sénateur et ancien conventionnel, Dubois-Dubais[3], puis par la princesse de Belgiojoso. Il tient son nom d'un silène dont la statue ornait l'escalier en demi-cercle et d'un bas-relief sculpté de bacchanales au-dessus de la colonnade. Il a également été dénommé « hôtel de Lacoste », puis « Parker », puis « de Belgiojoso », du nom de ses anciens propriétaires. C'est actuellement la direction du collège Stanislas, inscrit au titre des monuments historiques)[4].
- No 23 : emplacement de l'ancien hôtel construit de 1777 à 1780 pour le peintre Antoine-François Callet, par l'architecte Bernard Poyet. Cet hôtel de petite taille, dit des cariatides, à cause des statues qui encadraient sa porte d'entrée principale, ou de Laval, à cause d'un de ses propriétaires successifs, le duc de Laval, a été détruit en 1891. Quelques fragments de son décor ont été conservés[5].
- Nos 27-35 : église Notre-Dame-des-Champs (1867-1876).
- Nos 28-30 : parc de l'hôtel de Silène (ou Blegiojoso), dépendance du no 22, où se trouve une rocaille importante et un monument aux morts par Firmin Michelet (1922).
- No 32 : maison d'Edgar Quinet, de 1840 à 1851, et d'Augustin Thierry, de 1840 à sa mort, en 1856.
- Nos 34-36 : la « Maison » (foyer de jeunes filles), dotée d'une façade de style néo-Renaissance flamande, mêlant brique rouge et pierre claire couvrant une structure en béton armé. Fondée en 1935 par les religieuses de Notre-Dame-de-Fidélité. L'architecte Paul Hulot (1876-1959)[Note 1] est chargé des travaux. Bâtiment en forme de « L », complété par une chapelle au milieu du jardin central. Belle grille de la porte d'entrée du no 36. En 2019-2021, le bâtiment est l'objet de travaux afin d'accueillir 21 logements de standing et une crèche en rez-de-chaussée et en sous-sol. La cession d'une partie des locaux permet de financer la réhabilitation du foyer d'étudiantes conservé au fond de la parcelle et la construction d'un nouveau bâtiment côté rue afin de compenser en partie pour celui-ci la perte d'espace (150 lits, moins 65 à la suite de la cession, mais plus 45 avec le nouvel édifice projeté). Le foyer est géré par une association loi de 1901[7],[8].
- No 47 : exista à cette adresse Le Cabaret des fleurs ; Kiki de Montparnasse qui s'y produisait y fut photographiée par Brassaï.
- No 49 : atelier du peintre Max Leenhardt qui, comme son cousin Frédéric Bazille, accueillit de 1878 à 1890 les peintres Gustave de Beaumont, Charles Giron, Ernest Biéler, Léo-Paul Robert et Auguste Violler. Cet atelier célèbre reçut comme visiteur ou/et en séjour le sculpteur Albert Bartholomé et l'architecte Charles Girault. Le lithographe Fernand Mourlot y eut son atelier. Pierre Larousse habita dans l’immeuble[9]. La galerie Item occupe les locaux, depuis 1987. Elle perpétue la tradition lithographique en accueillant les artistes Sophie Calle, Jean-Michel Alberola, Philippe Cognée, Paul McCarthy, Richard Serra[10].
- Nos 55-57 : Galerie du Montparnasse ainsi que Maison des artistes, édifice du centre d'action sociale de la ville de Paris pour les artistes retraités.
- No 59 : immeuble de 1892 (architecte Louis Marnez).
- No 65-67 : immeuble de 1905 (architecte Louis Marnez).

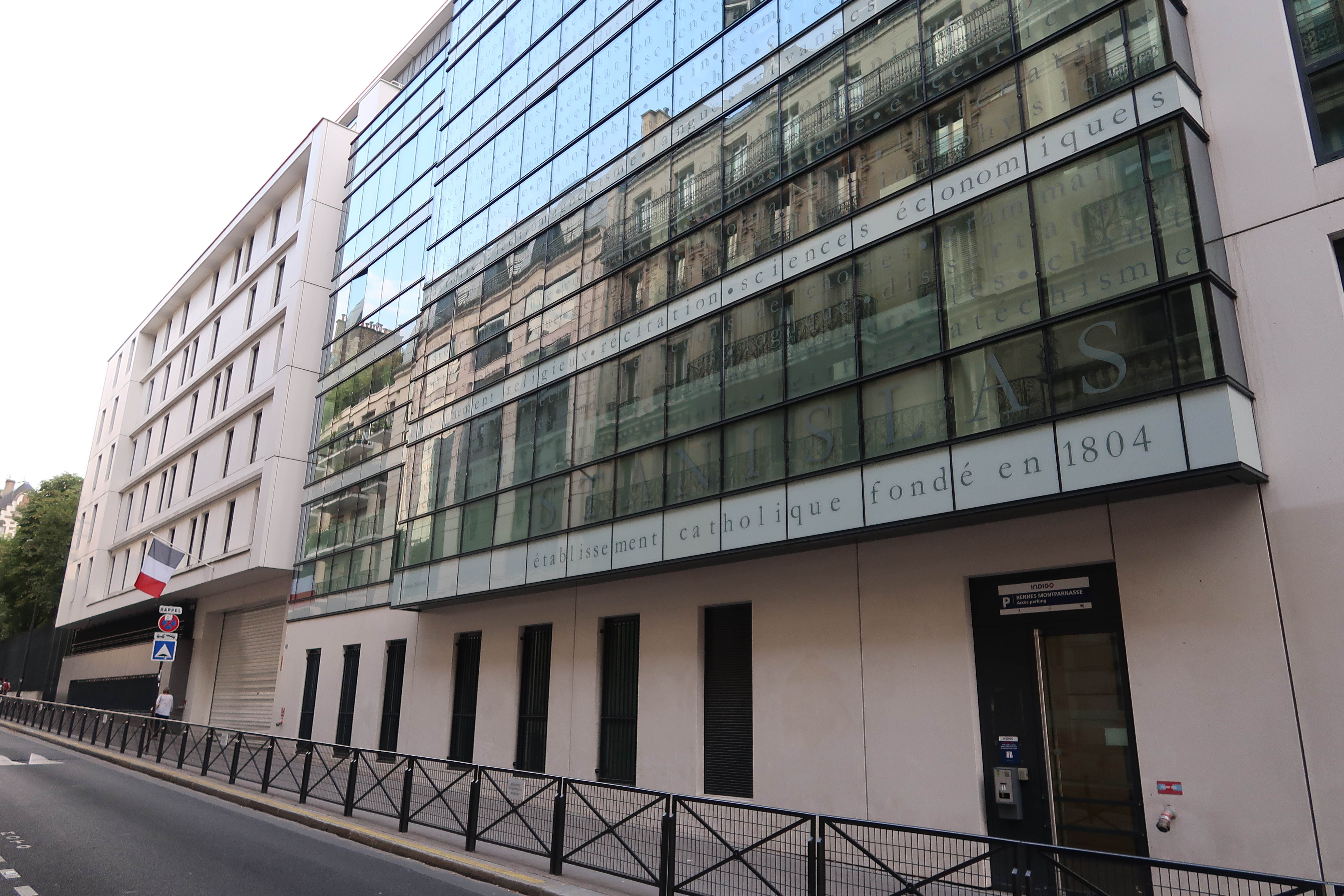
Arrière du collège Stanislas.
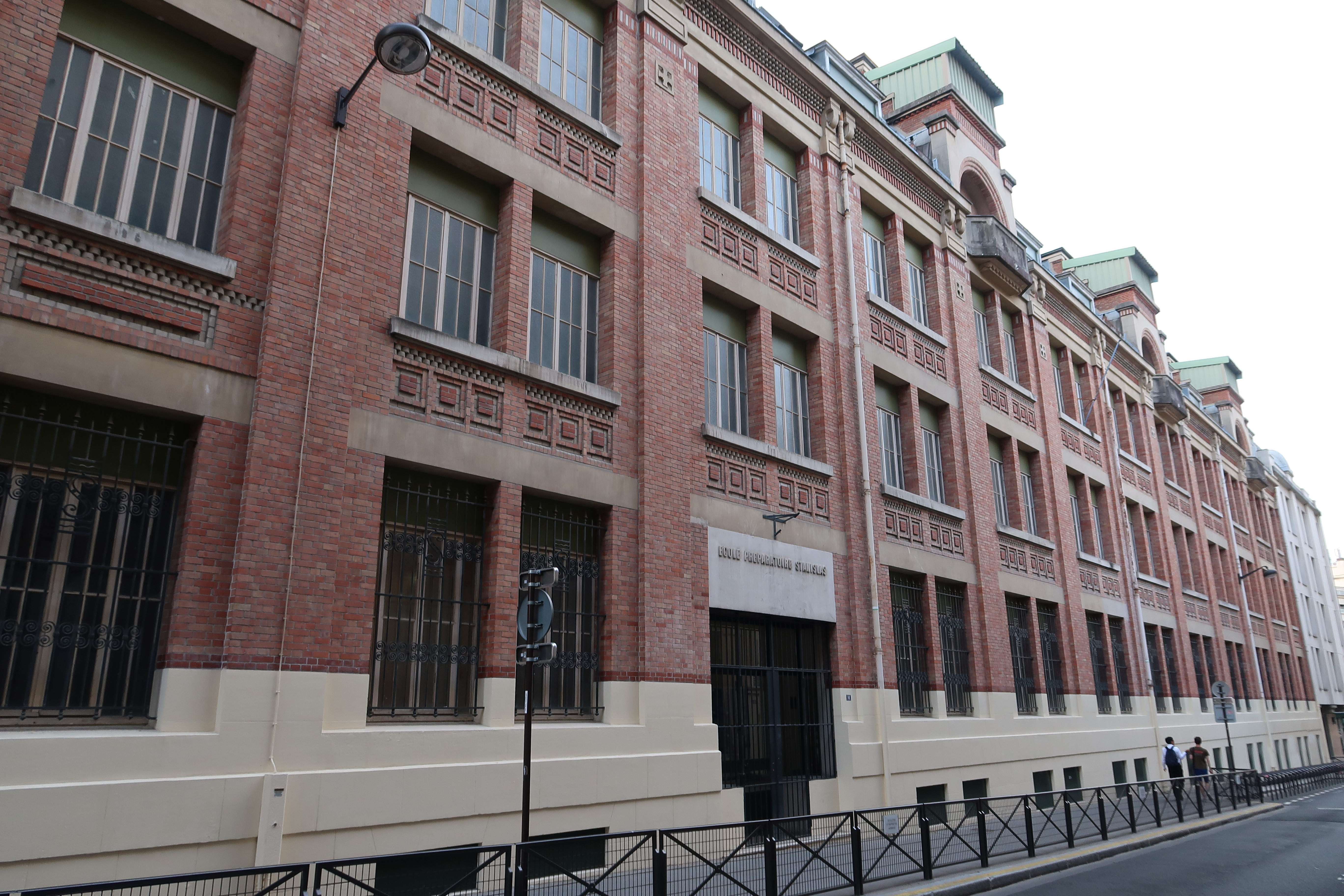
Arrière du collège Stanislas.

### Édifices disparus
1. Ancienne salle L'Océanic.
2. Ancien hôtel de Laval, appartenant à Louis Adélaïde Anne Joseph de Montmorency-Laval (1751-1828), comte de Laval, seigneur de Saint-Simon[11],[Note 2]. C'était probablement la même maison que la suivante.
3. Maison d'Antoine Callet, peintre à la Cour, qu'on appelait aussi l'« hôtel des Cariatides », à cause des deux cariatides qui ornaient les portes principales des façades sur cour et, à l'opposé, sur le jardin. Cette maison située au no 23 fut construite en 1775 par l'architecte Bernard Poyet. Elle possédait une cour ovale à l'avant et un petit jardin à l'anglaise sur les trois autres côtés[3].

### Souvenirs du passé
1. Le siège social de l' L'Œuvre Henry-Coullet du lait maternel, fondé en 1904, se trouvait autrefois au no 38. Cet organisme d'assistance sociale entretenait des restaurants gratuits pour des mères nourrices, dont trois à Paris: rue de l'Arbalète, rue Niepce et rue Ramponeau[12].
2. Le mouvement de résistance, Défense de la France, a eu son premier atelier de typographie dans une chambre de bonne du no 41.
3. Les éditions du Temps se trouvaient autrefois au no 56.

### Personnages célèbres
- Le comte Vittorio Alfieri (1749-1803), à l'ancien no 1
- Le maréchal Davout, à l'ancien no 3
- Charles-Augustin Sainte-Beuve (1804-1869), mort au no 11
- Pierre Larousse (1817-1875), éditeur, au no 17
- Henri Chapu, sculpteur, de l'Institut, au no 19
- Jacques Lacan, psychanalyste, également au no 19
- Princesse Christine de Belgiojoso (1808-1871), qui demeura au no 22 (hôtel de Silène) où elle tenait un salon pendant son exil, que fréquenta George Sand
- Dr Alphonse Laveran, de l'Institut (1845-1922), au no 25
- Edgar Quinet (1803-1875), au no 32
- Augustin Thierry (1795-1856), historien, mort au no 32
- Max Leenhardt (1853-1941), peintre français, Officier de la Légion d'Honneur, créa un atelier célèbre au no 49
- Constantin Brancusi (1876-1957), sculpteur, au no 54
- Romain Rolland
- Henri Martin
- Françoise Mallet-Joris

### Personnage de roman
- Le maréchal Hulot, dans La Cousine Bette, d'Honoré de Balzac, demeurait dans un splendide hôtel particulier de la rue du Montparnasse.

### Plaques commémoratives

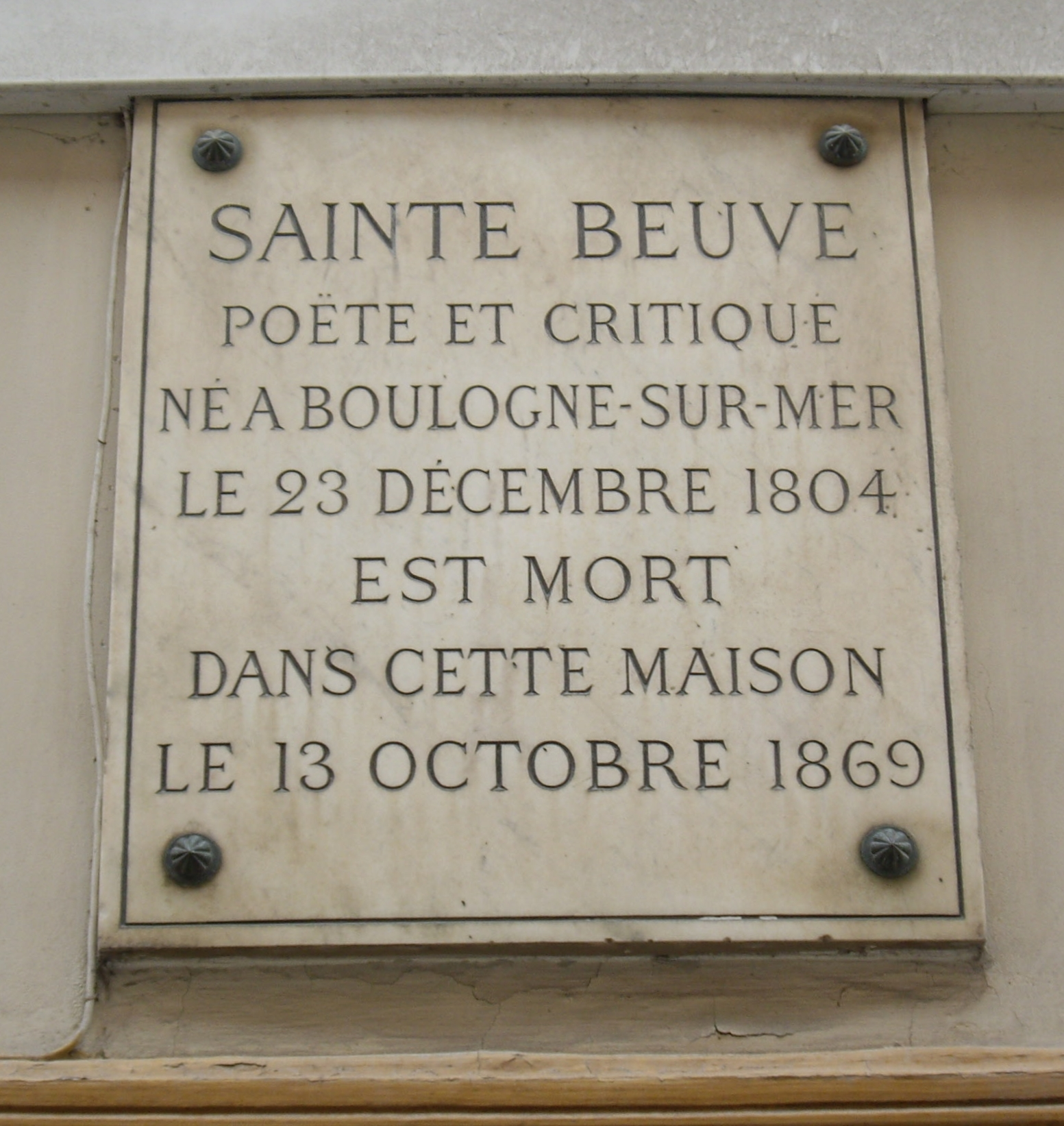
Sainte-Beuve mourut au no 11, en 1869.
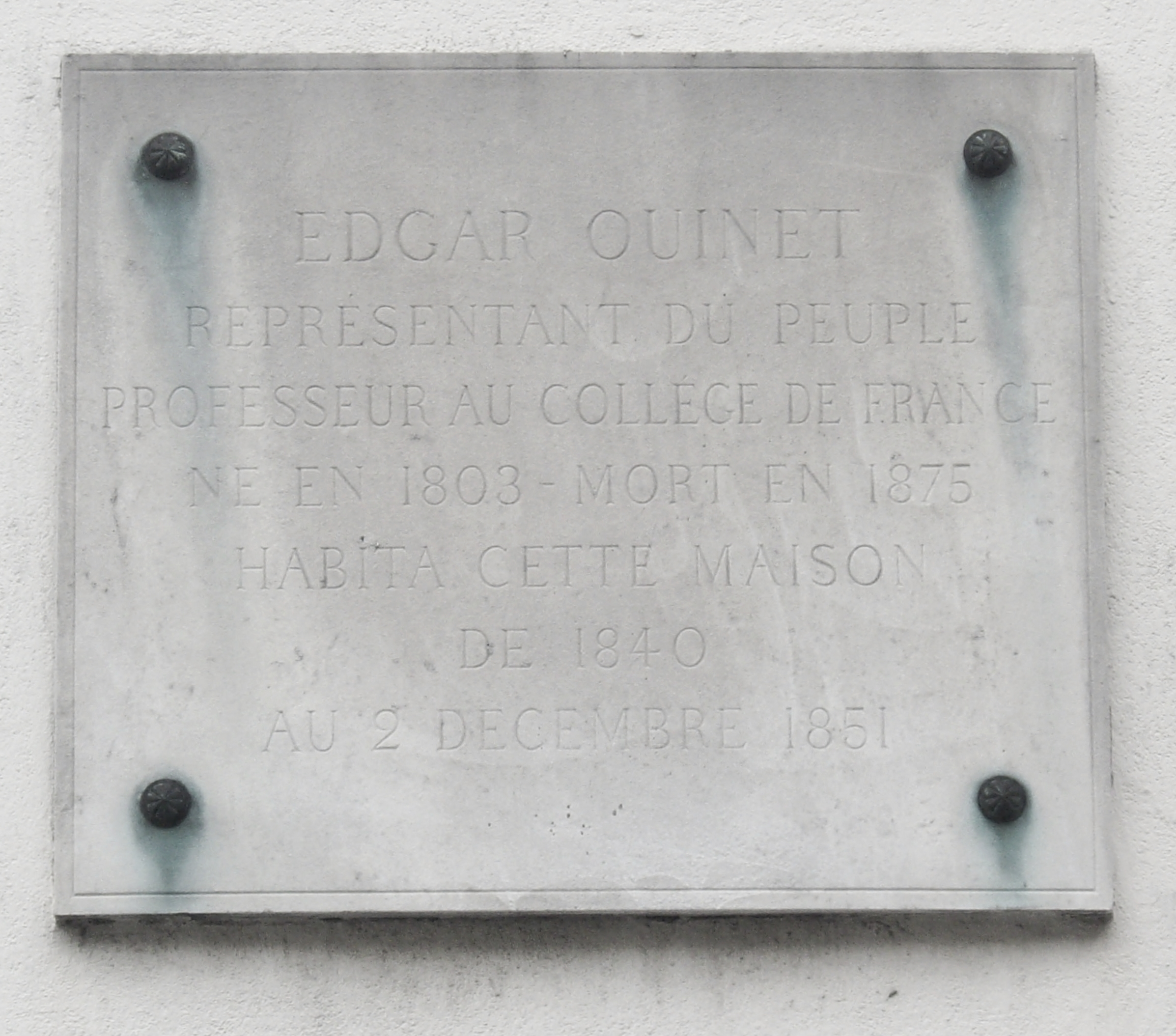
Edgar Quinet habita au no 32, de 1840 au 2 décembre 1851.
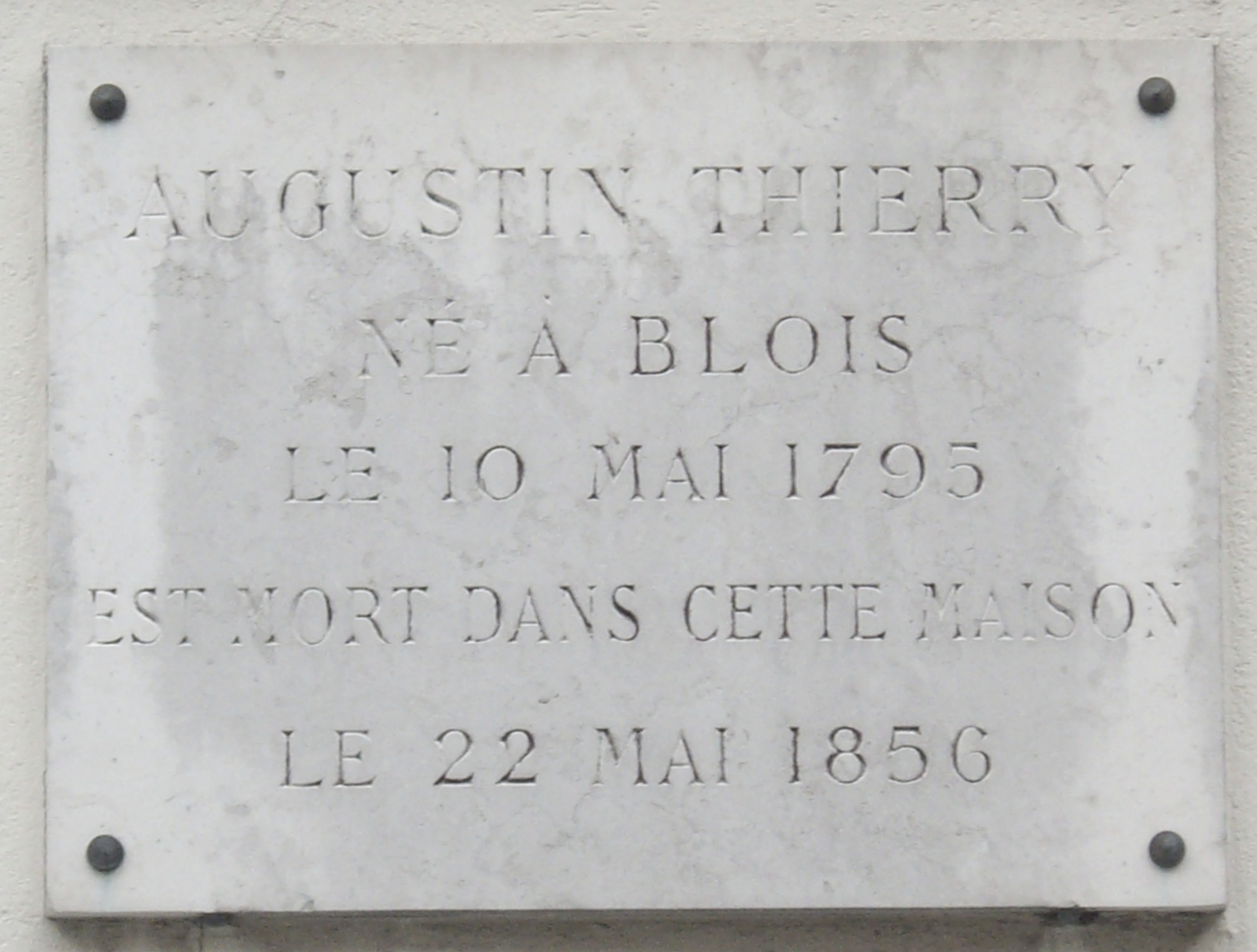
Augustin Thierry mourut au no 32, en 1856.

## Sources
- Isabelle Laborie, L’Œuvre, reflet d'un milieu. Correspondances, peintures et publications Max Leenhardt, artiste montpelliérain (1953-1941), thèse en histoire de l'art, soutenue sous la codirection de Luce Barlangue et Philippe Keanel, université Toulouse-Le Mirail et Lausanne Dorigny, en cours.
- L. Lazard, Inventaire sommaire de la collection Lazare-Montassier [conservée aux Archives de la ville de Paris, plans 1775], Paris, 1899, in-8°, 291 p.
- Félix Lazare, Dictionnaire historique des rues et monuments de Paris, Paris, 1855, p. 562.